# Ахім фон Арнім
Лю́двіґ-Йоахі́м фон А́рнім (нім. Carl Joachim Friedrich Ludwig von Arnim; 26 січня 1781, Берлін — 21 січня 1831) — німецький письменник, основний представник (разом зі своїм другом Клеменсом Брентано) гейдельберзького романтизму. Його дружина Беттіна (сестра Брентано) теж була письменницею.

## Творчість
Арнім є автором романів «Бідність, багатство, злочин і спокутування графині Долорес» (1810, «Охоронці корони» (1817, друга частина посмертно — 1854), повістей «Ізабелла Єгипетська, перша любов імператора Карла V» (1812), «Рафаель і його сусідки» (1822, опублікована в 1824) та інших, новел «Одержимий інвалід у форті Ратонно» (1818) та інших.
Разом з Брентано склав антологію народних пісень «Чарівний ріг хлопчика» (нім. «Des Knaben Wunderhorn») у трьох томах (1805–1808), які чинили значний вплив на розвиток німецької лірики XIX ст.
Арнім вводить фантастику в історичну новелу («Ізабелла Єгипетська», де діють альраун і голем), поєднуються з точними історичними деталями.